# Faiza Shaheen
Faiza Shaheen és una economista i activista política d'esquerra britànica.

## Biografia
Nascuda i criada a Chingford, en el si d'una família de classe treballadora, de mare pakistanesa (de professió tècnica de laboratori) i pare fijià (de professió mecànic).
Es va graduar a la Universitat d'Oxford. Posteriorment, va cursar un màster en mètodes de recerca i estadística a la Universitat de Manchester. Especialitzada en l'estudi de la desigualtat, es va doctorar a la mateixa universitat. Després d'acabar els seus estudis, es va incorporar successivament als think tanks Center for Cities i New Economics Foundation. Shaheen, que també va treballar a Save the Children, es va afiliar al Partit Laborista en 2015, després de l'arribada al lideratge del partit de Jeremy Corbyn. Es va incorporar llavors al think-tank CLASS.
Escollida a l'agost de 2018 com a candidata prospectiva laborista per a la circumscripció de Chingford and Woodford Green per a la Cambra dels Comuns, el seu rival a batre de cara a les eleccions generals de 2019 (i «némesis» ideològica), el tory Iain Duncan Smith (IDS), ha mantingut escó en la circumscripció per més de 27 anys. Ha estat una crítica prominent de l'anomenat Universal Credit, una controvertida reforma de l'estat de benestar impulsada precisament per Iain Duncan Smith.